# ヨー!スーシ

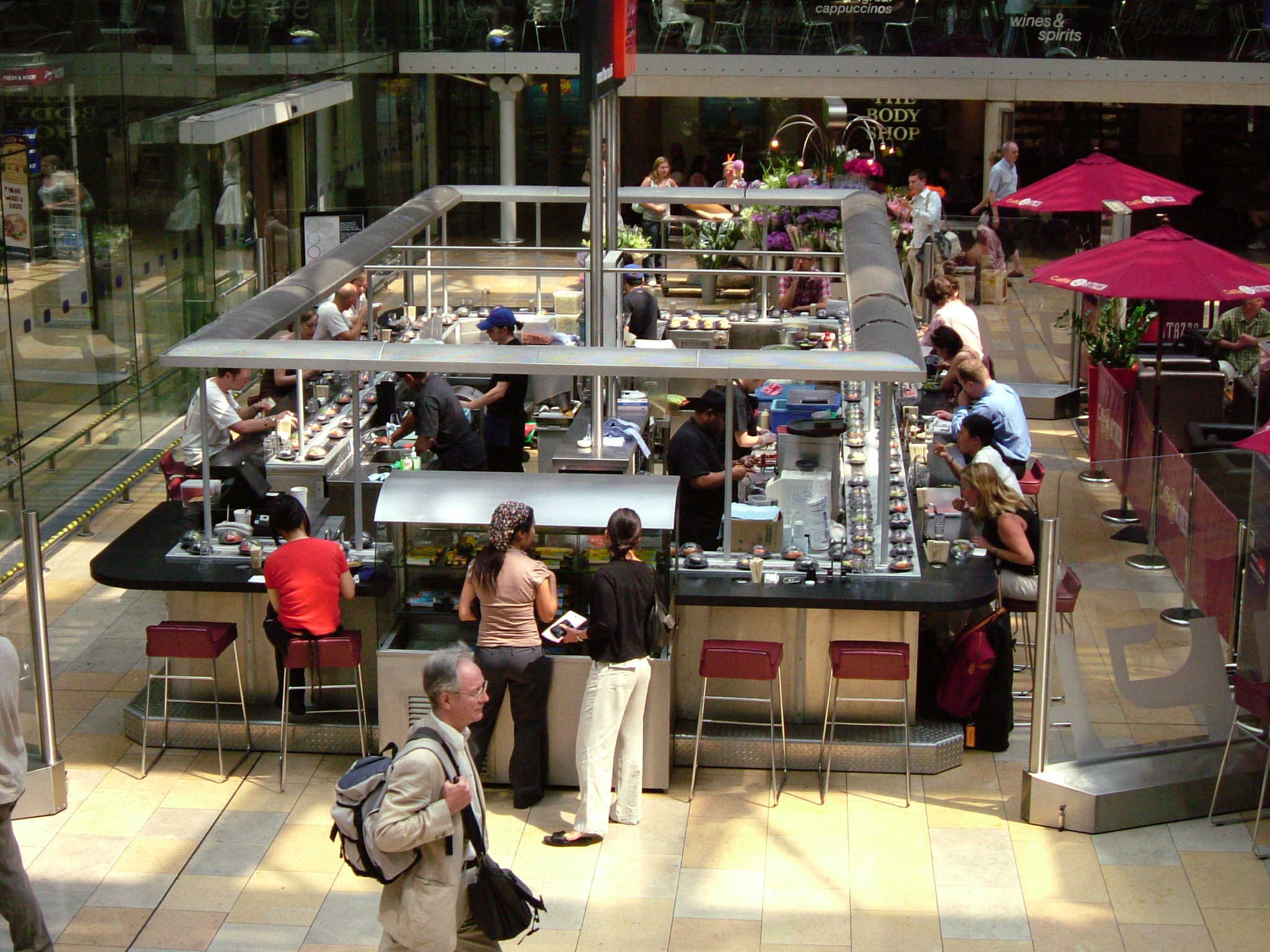
ロンドン・パディントン駅構内店

ヨー!スーシ(YO! Sushi)は、イギリスに本社を持ち世界的にチェーン展開している日本食レストラン。イギリスの企業家サイモン・ウッドロフ(Simon Woodroffe)がYo!社の下位部門として1997年に開業した。企業名には「Sushi」とあるが、寿司以外にも広範な日本食を提供している。

## 歴史

### 開業までのいきさつ
1980年代にイギリス国内で健康食品に対する注目が集まり、ロンドンを中心とするイギリス国内で寿司をはじめとする日本料理店が増加した。さらに1990年代に入り、イギリスにおいて日本の現代文化に対する広範な興味が広がった中で、実業家のサイモン・ウッドロフが日本の回転寿司店をイギリスで展開することを考え付いた。
サイモン・ウッドロフ曰く「ロボットがスシを握り、コンベアでスシを動かす回転寿司は未来的なエンターテーメント」である。

### 開業
1997年に、ロンドン中心部のソーホーのポーランド・ストリートに第1号店を開業した（現在も営業中。同ビルには日本人が名付け親となった高級カラオケ店の「ラッキー・ヴォイス(Lucky Voice)」も営業している）。その後、イギリスの都市圏を中心に国内に展開を進め、1999年にパディントン駅構内のプラットホーム上出店したことで注目を浴びた。

### 現在
その後大きな成功を収め、ロンドン市内だけでなくマンチェスターやバーミンガム、さらにアイルランドやアラブ首長国連邦、ロシアやマレーシアにも進出した。
現在はイギリス国内だけでもハーヴェイ・ニコルズやセルフリッジ、ハロッズなどの高級デパート内、ヒースロー国際空港やガトウィック空港の旅客ターミナル内など、40ヶ所以上の店舗を展開している。
2017年よりRichard HodgsonがCEOを務めており、北米で第２位の規模寿司チェーンであるカナダのBento Sushiを買収。この買収によりYo! Sushiが日本国外で最大の寿司チェーン店となった。

## 接客システム
ヨー!スーシは客に寿司を届けるために日本の回転寿司店と同じくコンベア・ベルト方式を用いている。レストランでは、寿司や他の料理が客からよく見える調理場で料理され、皿に盛られ、透明なドーム状のプラスティックのカバーが被せられ、その後コンベア・ベルトに載せられる。
環状のベルトが店をぐるっとまわり、客はベルトからどの皿でも取ることが可能である。ベルトの上の皿は各種に色分けしてあり、その色は1.70ポンドから5ポンドまでの商品の値段に対応している。このシステムによって店員は勘定の際に、皿の数と色に応じた値段を計算することが可能となる。
オンラインでの注文や、QRコードを利用したオーダーシステムも導入している。

## メニュー
上述の様に客は寿司に限らない91のオプションから料理を選ぶことが可能である。この中にはサシミ、マキ (巻き寿司)、ハンド・ロール (手巻き寿司)、サラダ、デザートなどがある。またチキン・カツ・カレーのような温かい料理も提供される。

## 拠点
本社はイギリスの首都ロンドンのクラークウェール通りに位置する。チェーン店のほとんどが同市内に集中している。その他スコットランドのグラスゴーのシルバーバーグ・センターにも拠点が存在する。

## 世界的展開へ
今日チェーン店はドバイ、バーレーン、クウェートなどの中近東のほか、マレーシア、ロシア、アイルランドにも広がっている。ただし生の魚を食する習慣に馴染みの薄い中近東店においては現在のところ、エビフライなどの揚げ物を使った巻き寿司が主なメニューである。
イギリスにおいては、巻き寿司は日本のように一様に外側に海苔で巻くのではなく、飯に色の付いた食材を塗してそれを表面に出すと言う「裏巻き｣と呼ばれる寿司である。

## その他
「Yo! Company」は、日本のカプセルホテルにヒントを得た「Yotel（ヨーテル）」チェーンをヒースロー国際空港やガトウィック空港で展開。また日本の健康ランドにヒントを得た「Yo! Zone」の展開を計画するなど、日本独自のビジネスセンスにヒントを得た事業展開を進め、成功を収めている。